# والتر کائوزمان
والتر کائوزمان (انگلیسی: Walter Kauzmann؛ زاده ۱۸ اوت ۱۹۱۶ درگذشته ۲۷ ژانویهٔ ۲۰۰۹) یک دانشمند در زمینه شیمی‌دان اهل ایالات متحده آمریکا بود.